# Cermatulus nasalis
Cermatulus nasalis ist eine Wanzenart aus der Unterfamilie Asopinae, die zur Familie der Baumwanzen (Pentatomidae) zählt. Die Wanze wird im Englischen auch als Glossy Shield Bug („Glänzende Schildwanze“) bezeichnet. 

## Merkmale
Die rotbraun oder bräunlich glänzenden Wanzen erreichen eine Körperlänge von 12 bis 15 Millimeter. Sie besitzen eine ovale Gestalt. Die Seiten des Halsschildes bilden stumpfe Winkel. Die dorsale Oberfläche besitzt eine feine gelbe Punktierung. Das untere Ende des Schildchens (Scutellum) ist meist hell gefärbt. Das Connexivum (auf der Seite sichtbarer Teil des Abdomens) ist dunkelbraun-gelb gescheckt. 

## Vorkommen
Cermatulus nasalis kommt in Australien und in Neuseeland vor.

## Taxonomie
Es werden drei Unterarten unterschieden:
- Cermatulus nasalis hudsoni (Westward, 1953) – in Neuseeland endemisch
- Cermatulus nasalis nasalis (Westwood, 1837) – in Australien und Neuseeland
- Cermatulus nasalis turbotti Westward, 1950 – in Neuseeland endemisch

## Lebensweise
Die Wanzen ernähren sich räuberisch von verschiedenen Gliederfüßern. Zu ihren Beutetieren zählen die Blattkäfer Galerucella semipullata und Paropsis charybdis, der Rüsselkäfer Gonipterus scutellatus, die Zikadenart Melampsalta cruentata und die Blattwespen Caliroa cerasi und Caliroa limacina. Ferner werden folgende Schmetterlingsraupen erbeutet: Crambus vittellus, Asaphodes megaspilata, Selidosema suavis, Venusia verriculata, Ypsiloneule (Agrotis ipsilon), Baumwoll-Kapseleule (Helicoverpa armigera), Mythimna separata, Persectania aversa, Phalaenoides glycine, Monarchfalter (Danaus plexippus), Vanessa gonerilla, Epiphyas postvittana, Tortrix excessana und Tanaoctena dubia. 
Die Wanzen halten sich in den Sommermonaten an verschiedenen Kulturpflanzen wie Luzerne (Medicago sativa), Saat-Lein (Linum usitatissimum) und Baumwolle auf, wo sie auf Beute lauern. Die Art bildet eine Generation pro Jahr aus. Die Entwicklung, beginnend mit der Eiablage bis zur ausgewachsenen Wanze, dauert etwa drei Wochen.